# Lijst van kardinalen gecreëerd door paus Pius XI

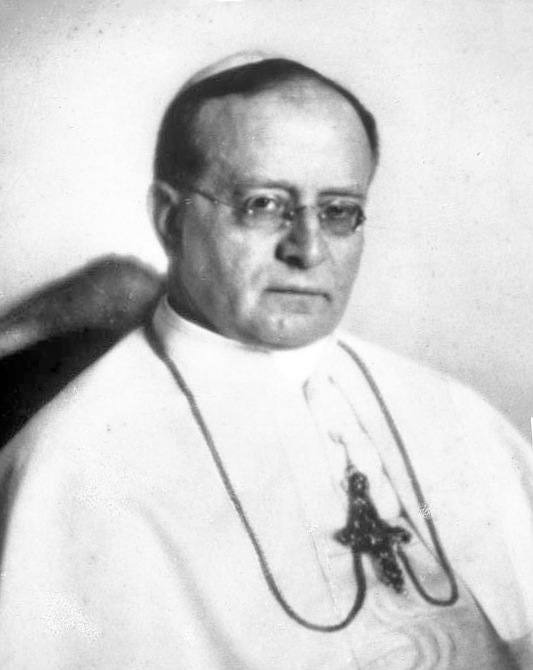

Hieronder volgt een lijst van kardinalen gecreëerd door paus Pius XI.

## Consistorievan11 december1922
- Enrico Reig y Casanova, aartsbisschop van Valencia, Spanje
- Eugenio Tosi, O.SS.C.A., aartsbisschop van Milaan, Italië
- Franziskus Ehrle, S.J., hoogleraar aan het Pauselijk Bijbelinstituut en aan de Pauselijke Gregoriaanse Universiteit
- Achille Locatelli, titulair aartsbisschop van Tessaloniki, apostolisch nuntius voor Portugal
- Giovanni Bonzano, titulair aartsbisschop van Milete, apostolisch delegaat voor de Verenigde Staten
- Alessio Charost, aartsbisschop van Rennes, Frankrijk
- Giuseppe Mori, secretaris van het Heilig Officie
- Stanislas-Arthur-Xavier Touchet, bisschop van Orléans, Frankrijk

## Consistorie van23 mei1923
- Luigi Sincero, assessor van de Congregatie voor het Consistorie
- Giovanni Battista Nasalli Rocca di Corneliano, aartsbisschop van Bologna

## Consistorie van30 december1923
- Evaristo Lucidi, secretaris van de Hoogste Rechtbank van de Apostolische Signatuur
- Aurelio Galli, secretaris van het Secretariaat voor Brieven aan Prinsen

## Consistorie van24 maart1924
- George William Mundelein, aartsbisschop van Chicago, Verenigde Staten
- Patrick Joseph Hayes, aartsbisschop van New York

## Consistorie van30 maart1925
- Vicente Casanova y Marzol, aartsbisschop van Granada, Spanje
- Eustaquio Ilundáin y Esteban, aartsbisschop van Sevilla, Spanje

## Consistorie van14 december1925
- Enrico Gasparri, titulair aartsbisschop van Sebaste apostolisch nuntius voor Brazilië
- Bonaventura Cerretti, titulair aartsbisschop van Korinthe, apostolisch nuntius voor Frankrijk
- Alessandro Verde, secretaris van de Congregatie voor de Riten
- Patrick Joseph O'Donnell, aartsbisschop van Armagh, Ierland

## Consistorie van21 juni1926
- Luigi Capotosti, titulair aartsbisschop van Terme, Secretaris van de Congergatie voor de Discipline van de Sacramenten
- Carlo Perosi, assessor van het Heilig Officie

## Consistorie van21 december1926
- Giuseppe Gamba, aartsbisschop van Turijn, Italië
- Lorenzo Lauri, titulair aartsbisschop van Efese, apostolisch nuntius voor Portugal

## Consistorie van20 juni1927

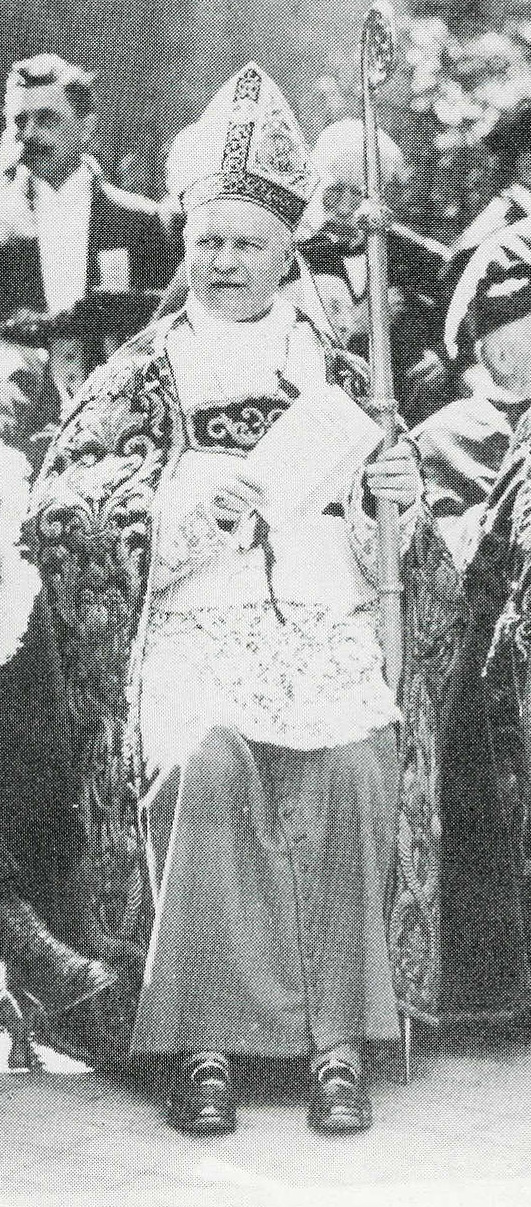
Jozef van Roey, kardinaal gecreëerd tijdens het consistorie van 20 juni 1927

- August Hlond, S.D.B., aartsbisschop van Gniezno en Poznań, Polen
- Jozef Van Roey, aartsbisschop van Mechelen, België

## Consistorie van19 december1927
- Alexis-Henri-Marie Lépicier O.S.M., titulair aartsbisschop van Tarso, apostolisch visitator voor Abyssinië en Eritrea
- Charles-Henri-Joseph Binet, aartsbisschop van Besançon, Frankrijk
- Jusztinián György Serédi O.S.B., aartsbisschop van Esztergom, Hongarije
- Pedro Segura y Sáenz, aartsbisschop van Toledo, Spanje
- Felix-Raymond-Marie Rouleau O.P., aartsbisschop van Quebec, Canada

## Consistorie van15 juli1929
- Alfredo Ildefonso Schuster, aartsbisschop van Milaan, Italië

## Consistorie van16 december1929
- Joseph MacRory, aartsbisschop van Armagh, Ierland
- Jean Verdier, P.S.S., aartsbisschop van Parijs, Frankrijk
- Eugenio Pacelli, titulair aartsbisschop van Sardes, apostolisch nuntius voor Duitsland (later paus Pius XII)
- Manuel Gonçalves Cerejeira, patriarch van Lissabon, Portugal
- Luigi Lavitrano, aartsbisschop van Palermo, Italië
- Carlo Dalmazio Minoretti, aartsbisschop van Genua, Italië

## Consistorie van30 juni1930
- Francesco Marchetti Selvaggiani, titulair aartsbisschop van Seleucia van Isaurië, secretaris van de centrale Raad van de Congregatie tot Voortplanting des Geloofs
- Giulio Serafini, bisschop-emeritus van Pescia, president van de Pauselijke Raad voor de Authentieke Uitleg van het Kerkelijk Recht
- Achille Liénart, bisschop van Rijsel, Frankrijk
- Raffaele Carlo Rossi, O.C.D., Bisschop-emeritus van Volterra, assessor van de Congregatie voor het Consistorie
- Sebastião Leme da Silveira Cintra, aartsbisschop van São Sebastião do Rio de Janeiro, Brazilië

## Consistorie van13 maart1933
- Pietro Fumasoni Biondi, titulair aartsbisschop van Doclea, apostolisch delegaat voor de Verenigde Staten
- Elia Dalla Costa, aartsbisschop van Florence, Italië
- Maurilio Fossati, O.SS.C.G.N, aartsbisschop van Turijn, Italië
- Jean-Marie-Rodrigue Villeneuve, aartsbisschop van Quebéc, Canada
- Angelo Maria Dolci, titulair aartsbisschop van Hiërapolis in Syrië, apostolisch nuntius voor Roemenië
- Theodor Innitzer, aartsbisschop van Wenen, Oostenrijk
- Federico Tedeschini, titulair aartsbisschop van Lepanto, apostolisch nuntius voor Spanje
- Carlo Salotti, titulair aartsbisschop van Philippopolis in Tracië, secretaris van de Congregatie tot Voortplanting des Geloofs (in pectore)

## Consistorievan16 december1935
- Alfred-Henri-Marie Baudrillart, Orat., titulair aartsbisschop van Melitene, vicaris-generaal van het aartsbisdom Parijs, Frankrijk
- Isidro Gomá y Tomás, aartsbisschop van Toledo, Spanje
- Frederico Cattani Amadori, secretaris van de Hoogste Rechtbank van de Apostolische Signatuur
- Carlo Cremonesi, titulair aartsbisschop van Nicomedea
- Vincenzo Lapuma, secretaris van de Congregatie voor het Gewijd Leven
- Camillo Caccia Dominioni, Hofmeier van Zijne Heiligheid
- Pietro Boetto, S.J., provinciaal van de Jezuïeten in Italië
- Francesco Marmaggi, titulair aartsbisschop van Adrianopolis, apostolisch nuntius voor Polen
- Emmanuel Célestin Suhard, aartsbisschop van Reims, Frankrijk
- Enrico Sibilia, titulair aartsbisschop van Side, apostolisch nuntius voor Oostenrijk
- Nicola Canali, assessor van het Heilig Officie
- Santiago Luis Copello, aartsbisschop van Buenos Aires, Argentinië
- Domenico Jorio, secretaris van de Congregatie voor de Discipline van de Sacramenten
- Massimo Massimi, deken van de Sacra Rota Romana
- Karel Boromejský Kašpar, aartsbisschop van Praag, Tsjechoslowakije
- Domenico Mariani, secretaris van de Administratie van het Vermogen van de Heilige Stoel
- Ignace Gabriel I Tappouni, patriarch van Antiochië van de Syriërs
- Luigi Maglione, titulair aartsbisschop van Caesarea in Palestina, apostolisch nuntius voor Frankrijk

## Consistorie van15 juni1936
- Eugène Tisserant, pro-prefect van de Biblioteca Apostolica Vaticana
- Giovanni Mercati, prefect van de Biblioteca Apostolica Vaticana

## Consistorie van13 december1937
- Ermenegildo Pellegrinetti, titulair aartsbisschop van Adana, apostolisch nuntius voor Joegoslavië
- Arthur Hinsley, aartsbisschop van Westminster, Engeland
- Pierre-Marie Gerlier, aartsbisschop van Lyon, Frankrijk
- Giuseppe Pizzardo, titulair aartsbisschop van Nicea, secretaris van de Congregatie voor Buitengewone Kerkelijke Aangelegenheden
- Adeodato Giovanni Piazza, O.C.D., patriarch van Venetië, Italië